# Libystica simplex
Libystica simplex är en fjärilsart som beskrevs av Holland 1894. Libystica simplex ingår i släktet Libystica och familjen nattflyn. Inga underarter finns listade i Catalogue of Life.